# Šiungnu
Šiungnu (kitajsko: 匈奴; pinjin: Xiōngnú)  je bila plemenska zveza nomadskih ljudstev, ki so po starodavnih kitajskih virih od 3. stoletja pr. n. št. do konca  1. stoletja n. št. naseljevala vzhodno evrazijsko stepo. Modu čanju, vrhovni voditelj plemen po letu 209 pr. n. št., je ustanovil cesarstvo Šiungnu.
Potem ko so strmoglavili svoje prejšnje vladarje Juedže, so Šiungnuji postali prevladujoča sila v stepah vzhodne Azije s središčem na Mongolski planoti. Dejavni so bili tudi na delih današnje Sibirije, Notranje Mongolije, Gansuja in Šindžjanga. Njihovi odnosi s sosednjimi kitajskimi dinastijami na jugovzhodu so bili zapleteni. V njih so se izmenjevala obdobja miru, vojne in podjarmljenja. Nazadnje je Šiungnuje v večstoletni vojni porazila dinastija Han. Sledili so razcep plemenske zveze na dva dela in prisilne preselitve velikega števila Šiungnujev na ozemlje Hana. V obdobju šestnajstih kraljestev so Šiungnuji kot eni od "petih barbarov" ustanovili dinastične države Han Džao, Severni Liang in Hu Šja na severu Kitajske. 
Poskusi povezovanja Šiungnujev z bližnjimi Saki in Sarmati so bili nekoč sporni, kasneje pa je arheogenetika potrdila interakcijo obojih s Šiungnuji in tudi njihovo povezavo s Huni. Identiteta etničnega jedra Šiungnujev je bila predmet različnih hipotez, saj je v njihovem jeziku v kitajskih virih ohranjenih le nekaj besed, predvsem naslovov in osebnih imen. Ime Šiungnu bi lahko bilo sorodno imenu Hunov in/ali ljudstva Huna v Indiji in Pakistanu, vendar je to sporno. Druge jezikovne povezave, ki so prav tako sporne, vključujejo turško,  iransko, mongolsko, uralsko,  jenisejsko ali multietnično poreklo.

## Ime
Kitajsko ime Šiungnu samo po sebi je slabšalni izraz, saj pismenki 匈奴 pomenita "srdit suženj". Besedi 匈奴 se kot Šiungnu izgovarjata v mandarinski kitajski izgovorjavi, ki se zdaj govori v Pekingu in je nastala pred manj kot 1000 leti. Stara kitajska izgovorjava je bila rekonstruirana kot *xiuoŋ-na ali *qhoŋna. Po eni od rekonstrukcij imena naj bi bilo ime izpeljano iz imena reke Ongi (mongolsko Онги гол, Ongi gol) v Mongoliji in je bilo prvotno dinastično in ne etnično ime.

## Zgodovina

### Predhodniki
Ozemlja v osrednji in vzhodni Mongoliji, povezana s Šiungnuji, so bila pred tem naseljena s kulturo ploščnih grobov starodavne severovzhodne Azije, ki je obstajala do 3. stoletja pr. n. št. Genetske raziskave kažejo, da so bili pripadniki kulture ploščnih grobov primarni predniki Šiungnujev in da so Šiungnuji nastali s precejšnjim in kompleksnim mešanjem z Zahodnimi Evrazijci.
V obdobju Zahodnega Džova (1045-771 pr. n. št.) so se dogajali pogosti spopadi Džova z nomadskimi plemeni s severa in severozahoda, znanimi kot Šjanjun in Gujfang, in različnimi plemeni Rongov, kot so bili Širongi, Šanrongi ali Čuanrongi. Za ta plemena se omenja, da so nadlegovala ozemlje Džova, v resnici pa so se Džovi širili proti severu in posegali v njihova tradicionalna ozemlja, zlasti v dolino reke Vej. Arheološko se je Džov razširil proti severu in severozahodu na račun kulture siva. Čuanrongi so leta 771 pr. n. št. uničili Zahodni Džov, oplenili prestolnico Haodžing in ubili zadnjega kralja Zahodnega Džova Jouja.  Po njegovi smrti je bilo ravnanje s severnimi plemeni prepuščeno njegovi naslednici državi Čin. 
Na zahodu je bila neposredna predhodnica Šiungnuja paziriška kultura (6.-3. stoletje pr. n. št.). Skitska kultura v južni Sibiriji, Altajskem gorovju, Kazahstanu in bližnji Mongoliji je bila prepoznana po izkopanih predmetih in mumificiranih truplih, kot je sibirska ledena princesa, najdena v sibirskem permafrostu. Na jugu se je v sedanji Notranji Mongoliji med bronasto in zgodnjo železno dobo od 6. do 2. stoletja pr. n. št. razvila ordoška kultura neznanega etno-jezikovnega izvora, ki naj bi predstavljala najbolj vzhodno razširitev indoevropskih govorcev. Juedže je izpodrinila ekspanzija Šiungnujev v 2. stoletju pr. n. št. in jih prisilila na preselitev v srednjo in južno Azijo.

### Zgodnja zgodovina
Zgodovinar Zahodnega Hana Sima Čjan je v enem od poročil v Zapisih velikega zgodovinarja okoli leta 100 pr. n. št. podrobno opisal Šiungnuje. Šiungnuji naj bi bili potomci nekega Čunveija, ki je izhajal iz "rodovine gospoda Šjaja", se pravi Juja Velikega. Sima Čjan je kljub temu potegnil jasno mejo med stalno naseljenim ljudstvom Huašja (Han) in pastirskimi nomadi (Šiungnu). Ljudstvi je označil kot popolni civilizacijski nasprotji. Omenil je tudi pojav Šiungnujev severno od poveljstev Janmen in Dai pred letom 265 pr. n. št., se pravi tik pred vojno med Džaom in Šjongnuji.
Sinolog Edwin Pulleyblank (1994) trdi, da v obdobju pred letom 241 pr. n. št. to verjetno niso bili Šiungnuji, ampak Huji. Šjongnuje in Huje so pogosto zamenjavali tudi v drugih kitajskih virih. Izraz Hu je na splošno pomenil tudi katero koli nomadsko ljudstvo. V tem smislu je nedosleden tudi Sima Čjan, ki je za Huje štel tudi Donghuje.
Starodavna Kitajska je pogosto prihajala v stik z nomadskimi ljudstvi Šjanjun in Širong. V poznejšem kitajskem zgodovinopisju so se nekatere skupine teh ljudstev štele za možne prednike ljudstva Šjongnu. Slednje se je pogosto spopadalo z dinastijo Šang in še posebej z dinastijo Džov, ki je med svojim širjenjem pogosto osvajala in zasužnjevala nomadska ljudstva. V obdobju vojskujočih se držav so vojske držav Čin, Džao in Jan posegale po ozemljih, poseljenih s Šjongnuji in drugimi ljudstvi Hu.
Pulleyblank je trdil, da so bili Šjongnuji del skupine Širongov, imenovane Jiču, ki je živela v Šaanbeiju in bila stoletja pod vplivom Kitajske, preden jo je izgnala dinastija Čin. Pohodi Čina proti Šjongnujem so razširili njegovo ozemlje na račun nasprotnika. Po združitvi dinastije Čin so bili Šjongnuji stalna grožnje severnemu delu Čina. Dinastijo Čin so najverjetneje napadali takrat, ko je trpela zaradi naravnih nesreč.

### Ustanovitev države
Prvi znani vodja Šiungnujev je bil Touman, ki je vladal med letoma 220 in 209 pr. n. št. Leta 215 pr. n. št. je kitajski cesar Čin Ši Huang poslal generala Meng Tiana na vojaški pohod proti Šiungnujev. Meng Tian jih je premagal in izgnal iz okljuka reke Ordos proti severu na Mongolsko planoto. Leta 210 pr. n. št. je Meng Tian umrl, naslednje leto pa je Toumanov sin Modu postal šiungnu čanju. 
Da bi zaščitil Šiungnuje pred dinastijo Čin, jih je Modu čanju združil v močno plemensko zvezo, Postali so močna država, sposobna zbrati veliko vojsko in bolj koordinirano napadati Kitajsko. Dve leti pozneje, leta 207 pr. n. št., je dinastija Čin po obdobju notranjih konfliktov propadla. Leta 202 pr. n. št. jo je nadomestila dinastija Zahodni Han. To obdobje kitajske nestabilnosti je bilo za Šiungnuje obdobje blaginje. Od Hana so prevzeli številne kmetijske tehnike, začeli za težka dela uporabljati sužnje in živeti v domovih v hanskem slogu. v domovih živeti v slogu Hana. 
Po vzpostavitvi notranje enotnosti je Modu razširil imperij Šiungnujev v vse smeri. Na severu je osvojil številna nomadska ljudstva, vključno z Dinglingi v južni Sibiriji. Zdrobil je moč Donghujev v vzhodni Mongoliji in Mandžuriji ter Juedžijev v koridorju Heši v Gansuju. Modujev sin Džidžu je iz lobanje kralja Juedžijev ukazal izdelati čašo. Modu je ponovno zavzel tudi prvotno domovino Šiungnujev ob Rumeni reki, ki jo je pred tem zasedel general Čina Meng Tian. Pod Modujevim vodstvom so Šiungnuji postali tako močni, da so začeli ogrožati dinastijo Han. 
Leta 200 pr. n. št. je Modu s svojo 320.000-glavo vojsko pri trdnjavi Peteng v Baidengu (današnji Datong, Šanši) premagal cesarja  Gaodzuja iz dinastije Han, zaradi česar je cesar leta 200 pr. n. št. skoraj izgubil svoj prestol. Gaodzu je moral sprejeti vse Modujeve mirovne pogoje, prepustiti Šiungnujem severne province in plačevati letni davek. Modu je občasno kljub temu ogrozil severno mejo Hanov, dokler ni bil leta  198 pr. n. št. sklenjen dokončen mirovni sporazum. Šiungnuji so bili do Modujeve smrti leta 174 pr. n. št. najvidnejši nomadi, ki so mejili na kitajsko cesarstvo Han.

### Hierarhija
Vladar Šiungnuja se je imenoval čanju. Pod njim so bili kralji (tuči). Pod njim sta bila desni in levi kralj. Levi kralj je bil običajno njegov predvideni naslednik. Naslednje nižji v hierarhiji so bili levi in desni najvišji državni uradniki: vojaški poveljniki in guvernerji. Pod njimi so bili poveljniki oddelkov po tisoč, sto in deset mož. Šiungnuji kot narod nomadov v stalnem gibanju so bili organiziran kot vojska.
Po Moduju so voditelji oblikovali dualistični sistem politične organizacije z levo in desno vejo Šiungnujev, razdeljenih na regionalni osnovi. Čanju ali šanju, vladar, enakovredni kitajskemu cesarju, je izvajal neposredno oblast nad osrednjim ozemljem. Longčeng je postal kraj letnega srečanja in prestolnica Šiungnujev. Ruševine Longčenga so bile leta 2017 odkrite južno od okrožja Ulziit v provinci Arkhangai v vzhodni Mongoliji.

### Diplomatske poroke z dinastijo Han
Po šiungnujskem obleganju Taijuana pozimi leta 200 pr. n. št., je cesar Gaodzu iz Hana osebno vodil vojaški pohod proti Modu čanjuju. V bitki pri Baidengu je padel v zasedo, ki jo je domnevno postavila šiungnujska konjenica. Cesar je bil sedem dni odrezan od oskrbe in okrepitev in se je le za las izognil ujetju. 
Dinastija Han je za žene voditeljev Šiungnujev večkrat poslala naključno izbrana preprosta dekleta, lažno označena kot princese in članice cesarske družine Han, da bi se izognila pošiljanju cesarjevih hčera. Poroke  "princese"  so bile namenjene predvsem zaustavitev mejnih napadov. Hani so Šiungnuje podkupovali tudi z darili. Po porazu pri Pingčengu leta 200 pr. n. št. je cesar Hana opustil vojaško reševanje grožnje Šiungnujev. Namesto tega je leta 198 pr. n. št. na pogajanja poslal dvorjana Liu Džinga. Mirovna poravnava, ki sta jo na koncu sklenili sprti strani, je vključevala poroko princese Hana z vladarjem Šiungnujev in občasna darila v svili in riževem žganju. 
Sporazum je določil vzorec odnosov med Hanom in Šiungnujem, ki je trajal šestdeset let. Do leta 135 pr. n. št. je bil sporazum devetkrat obnovljen, vsakič s povečanjem "daril" cesarstvu Šiungnu. Leta 192 pr. n. št. je Modu celo zaprosil za roko cesarice Li Dži, vdove cesarja Gaodzuja. Modujev sin in naslednik, energični Džiju, znan kot Laošang čanju, je nadaljeval očetovo ekspanzionistično politiko. Laošangu je uspelo s cesarjem Venom doseči pogoje za ohranitev obsežnega tržnega sistema, ki ga je sponzorirala vlada. 
Od porok s Hani so imeli veliko koristi predvsem Šiungnuji. S kitajskega vidika so bile poročne pogodbe drage, zelo ponižujoče in neučinkovite. Laošang je pokazal, da mirovnega sporazuma ne jemlje resno. Ob neki priložnosti so njegovi izvidniki prodrli skoraj do Čangana. Leta 166 pr. n. št. je osebno vodil 140.000 konjenikov napad na Anding in dosegel, da se je cesarska vojska umaknila v Jong. Leta 158 pr. n. št. so Šiungnuji napadli z vojsko 60.000 mož.

### Vojna s Hanom
Dinastija Han se je začela pripravljati na vojno s Šiungnuji, ko je cesar Vu poslal svojega raziskovalca Džang Čjana, da razišče skrivnostna kraljestva na zahodu in oblikuje zavezništvo z Juedži prozi Šiungnujem. Džang Čjanova misija ni uspela, njegova poročila z zahoda pa so pospešile priprave na vojno. 
Do preloma je prišlo šele leta 133 pr. n. št. po neuspešni zasedi pri Majiju, v katero so Hani hoteli ujeti Džunčena. Čeprav do spopada dejansko ni prišlo, je zaseda pomenila konec de jure miru med dinastijo Han in Šiungnuji. 
Vojna v polnem obsegu je izbruhnila jeseni 129 pr. n. št., ko je 40.000 hanskih konjenikov nepričakovano napadlo Šiungnu. Dve leti kasneje je hanski general Vej Čing ponovno zavzel Ordos. Leta 121 pr. n. št. so Šiungnuji doživeli nov neuspeh, ko je se je Huo Čubing z lahko konjenico v šestih dneh prebil proti zahodu skozi pet kraljestev Šiongnuja. Kralj Šiungnuja Hunje je bil prisiljen predati se s 40.000 možmi. Leta 119 pr. n. št. sta Huo Čubing in Vej s 50.000 konjeniki in 100.000 pešci prisilila čanjuja in njegov dvor v beg na sever preko puščave Gobi.
Velike logistične težave so omejile trajanje in dolgoročno nadaljevanje teh akcij. Težave so bile dvojne. Prva je bila dobava hrane na velike razdalje, druga pa hladno vreme v severnih deželah Šiungnuja, kjer je vojakom stalno primanjkovala kurjava. Po uradnih poročilih so Šiungnuji izgubili 80.000 do 90.000 mož, od 140.000 konj, ki so jih sile Hana pripeljale v puščavo, pa se jih je v cesarstvo Han vrnilo manj kot 30.000. 
Leta 104 in 102 pr. n. št. se je Han boril in zmagal v vojni nebeških konj proti kraljestvu Dajuan. Posledično so Hani pridobili veliko ferganskih konj, ki so jim dodatno pomagali v vojni proti Šiungnuju. Han je po teh bitkah nadziral strateško regijo od Ordosa in koridorja Gansu do Lop Nora. Uspelo jim je ločiti Šiungnu od ljudstev Čiang na jugu in pridobiti neposreden dostop do zahodnih regij. Šiungnuji so postali nestabilni in niso bili več ogrožali imperija Hana.
Ban Čao, generalni protektor dinastije Han, se je z vojsko 70.000 vojakov podal na pohod proti ostankom Šiungnujev, ki so nadlegovali svilno pot. Na pohodu je podjarmil eno pleme Šiungnujev za drugim in bil zaradi svojih zaslug cesarstvu Han imenovan za markiza Dingjuana, dobesedno "markiza, ki je stabiliziral oddaljene kraje". V starosti 70 let se je vrnil v prestolnico Luojang in tam leta 102 umrl. Po njegovi smrti se je moč Šiungnujev v zahodnih regijah ponovno okrepila. Oblast nad njimi je ponovno vzpostavila šele dinastija Tang.

### Državljanska vojna (60-53 pr. n. št.)
V Šiungnuju je po smrti vladarja (čanju) oblast lahko prešla na njegovega mlajšega brata, če njegov sin ni bil polnoleten. Sistem je omogočal, da prestol prevzame odrasel moški, v poznejših generacijah z več linijami, ki bi lahko zahtevale prestol, pa je povzročal težave. Po smrti dvanajstega čanjuja leta 60 pr. n. št., je oblast prevzel Vojančudi, vnuk bratranca dvanajstega čanjuja. Ker je bil nekakšen uzurpator, je poskušal na oblast postaviti svoje ljudi, kar je samo povečalo število njegovih sovražnikov. Sin dvanajstega čanjuja je pobegnil na vzhod in se leta 58 pr. n. št. uprl. Ker je imel Vojančudi le nekaj redkih podpornikov, je naredil samomor. Štirinajsti čanju je postal Huhanje, uporniški sin dvanajstega čanjuja. Vojančudijevi pristaši so leta 58 pr. n. št. za čanjuja imenovali njegovega brata Tučija. Naslednje leto so se za čanjuja razglasili še trije moški. Dva sta opustila svoje zahtevke v korist tretjega, ki ga je tisto leto premagal Tuči in se je naslednje leto predal Huhanjeju. Leta 56 pr. n. št. je Tučija premagal Huhanje in je storil samomor. Zatem sta se pojavila še dva kandidata: Rundžen in Huhanjejev starejši brat Džidži čanju. Džidži je leta 54 pr. n. št. ubil Rundžena, tako da sta ostala samo Džidži in Huhanje. Na oblast je leta 53 pr. n. št. prišel Džidži, Huhanje pa se je umaknil na jug in se podredil Kitajcem. Z njihovo podporo je postopoma prodiral proti zahodu. Leta 49 pr. n. št. se je za čanjuja razglasil Tučijev brat in Džidži ga je ubil. Leta 36 pr. n. št. je njega ubila kitajska vojska, ko je na skrajnem zahodu blizu Balhaškega jezera poskušal ustanoviti novo kraljestvo. 

### Tributarni odnosi s Hanom
Leta 53 pr. n. št. se je Huhanje čanju odločil za vzpostavitev tributarnih odnosov s Hanom.  Pogoji, pri katerih je vztrajal dvor Hana, so bili, da morajo čanju ali njegovi predstavniki najprej priti v prestolnico, da bi se poklonili cesarju. Zatem bi moral čanju poslati princa za talca in se sam pokloniti cesarju Hana. Politični status Šiungnuja v kitajskem svetovnem redu je bil zmanjšan iz statusa bratske države v status vazala. V tem obdobju so Šiungnuji ohranili politično suverenost in popolno ozemeljsko celovitost. Kot razmejitvena črta med državama je še naprej služil Kitajski zid. 
Huhanje ja na kitajski dvor za talca poslal svojega sina, "modrega kralja desnice" Šulovdžutanga. Leta 51 pr. n. št. je osebno obiskal Čangan, da bi se na lunino novo leto poklonil cesarju. Finančno je bil Huhanje za svoje sodelovanje obilno nagrajen z veliko zlata, denarja, oblačil, svile, konjev in žita. Huhanje se je cesarju poklonil tudi leta 49 pr. n. št. in 33 pr. n. št. Z vsakim poklonom so se povečevali cesarski darovi. Na zadnjem potovanju je Huhanje izkoristil priložnost in prosil, da bi smel postati cesarski zet. Zaradi nizkega političnega statusa Šiungnuja je cesar Juan njegovo prošnjo zavrnil in mu namesto tega dal pet dvornih dam. Ena od njih je bila Vang Džaodžjun, ki v kitajskem izročilu velja za eno od štirih lepotic. 
Ko je Džidži izvedel za bratovo podreditev, je tudi on leta 53 pr. n. št. poslal svojega sina na dvor Hana kot talca. Leta 51 pr. n. št. in 50 pr. n. št. je na dvor poslal odposlance z darili, ker se ni osebno poklonil, pa ni bil nikoli sprejet v tributarni sistem. Leta 36 pr. n. št. je nižji častnik po imenu Čen Tang s pomočjo Gan Janšova, generalnega protektorja zahodnih regij, zbral vojsko in v bitki ubil Džidžija in njegovo glavo kot trofejo poslal v Čangan. 
Tributarni odnosi so bili prekinjeni med vladavino čanjuja Hudueršija (18–48 n. št.), se pravi med političnim prevratom dinastije Šin. Šiungnuji so izkoristili priložnost za ponoven prevzem oblasti nad zahodnimi regijami, pa tudi nad sosednjimi ljudstvi, kot so bili Vuhani. Leta 24 n. št. je Huderši celo govoril o spremembi tributarnega sistema. 

### Južni in Severni Šiungnu
Cesar Guangvu je na okrepitev moči Šiungnujev odgovoril s politiko pomiritve. Cesarju nikoli ni uspelo vzpostaviti svoje nesporne avtoritete. Huderši je v nasprotju s starim načelom prenosa oblasti pokojnega čanjuja na njegovega brata za dediča imenoval svojega sina Punuja. Huderšijev brat Bi, kandidat za naslednika, je zato zavrnil udeležbo na letnem srečanju na čanjujevem dvoru. Prestol je kljub nesoglasjem leta 46 n. št. nasledil Punu. 
Leta 48 n. št. se je zveza osmih plemen Šiungnujev v Bijevem močnem oporišču na jugu odcepila od Punujevega kraljestva in Bija razglasila za čanjuja. Njegovo kraljestvo je postalo znano kot Južni Šiungnu.

#### Severni Šiungnu
Severni Šiungnu je bilo Punujevo kraljestvo okoli Orhona v sedanji osrednji Mongoliji. Punu je postal znan kot severni čanju in začel pritiskati na južnega čanjuja.
Leta 49 n. št. je Tsi Jung, hanski guverner Liaodonga, skupaj z Vuhani in Šjanbejem napadel Severne Šiungnu in ga dvakrat težko porazil: prvič leta 85 v Hanu in drugič leta 89 v bitki pri Ikh Bajanu. Severni čanju je s svojimi podaniki pobegnil na severozahod. 
Okoli leta 155 je Šjanbej odločilno "zdrobil in podjarmil" Severni Šiungnu.
Po Knjigi Veja iz 5. stoletja so se ostanki plemen severnega čanjuja naselili v Juebanu, ki je zdaj del Kazahstana in podjamili Vusune. Ostali so pobegnili čez gorovje Altaj proti Kangdžjuju v Transoksaniji. Iz te skupina naj bi kasneje nastali Heftaliti.

#### Južni Šiungnu
Kot po naključju so južni Šjungnu poleg Punujeve grožnje pestile tudi naravne katastrofe in nesreče. Posledično se je leta 50 južni Šiungnu podredil kitajski dinastiji Han. Han je znatno poostril sistem dajatev, da bi ohranil južni Šjungnu pod nadzorom. Čanjuju je bilo ukazano, naj ustanovi svoj dvor v okrožju Meidži v poveljstvu Šihe, sicer pa so bili južni Šiungnuji naseljeni v osem obmejnih poveljstev. Hkrati je bilo v ta poveljstva preseljenih veliko Kitajcev. Gospodarsko je bilo odvisno predvsem od trgovanja s Hani. 
Napetosti med naseljenci iz Hana in pristaši nomadskega načina življenja so bile očitne. Leta 94 je Anguo čanju združil svoje sile z na novo podjarmljenimi Šiungnuji s severa in začel obsežni upor proti Hanom. 
V poznem 2. stoletju n. št. so bili južni Šiungnuji vpleteni v upore, ki so takrat pestili dvor Hana. Leta 188 so čanjuja umorili njegovi podložniki, ker je privolil poslati vojake, da bi Hanom pomagali zatreti upor v Hebeju. Mnogo Šiungnujev se je balo, da bo nudenje pomoči postavilo precedens za neomejeno vojaško službo dvoru Hana. Umorjenega čanjuja je nasledil sin Jufuluo, ki ga je leta 189 strmoglavila ista uporniška frakcija. Odstavljeni čanju je odšel po pomoč v hansko prestolnico Luojang, ki je bila takrat v razsulu zaradi spopada med velikim generalom He Džinom in evnuhi ter posredovanja vojskovodje Dong Džuoja. Čanju ni imel druge izbire, kot da se s svojimi privrženci nastani v Pingjangu v Šanšiju. Leta 195 je umrl. Nasledil ga je brat Hunčučuan. 
Leta 215–216 je vojskovodja in državnik Cao Cao zadržal Hučučuana v mestu Je in njegove privržence v Šanšiju razdelil na pet oddelkov: levi, desni, južni, severni in srednji. Razdelitev je onemogočila njihovo vključitev v upor in omogočila njihovo uporabo v hanski pomožni konjenici. 
Kasneje je aristokracija Šiungnujev v Šanšiju zaradi prestiža spremenila svoj priimek iz Luanti v Liu, ki naj bi pomenil njihovo povezavo s cesarskim klanom Han prek stare politike medsebojnih zakonskih zvez. Po Hučuanu so bili južni Šiungnuji razdeljeni na pet lokalnih plemen pod nadzorom lokalnih hanskih uradnikov, čanju sam pa je bil v nekakšnem neuradnem ujetništvu na cesarskem dvoru.

### Kasnejše šiungnujske države v severni Kitajski
Južni Šiungnuji, naseljeni v severni Kitajski, so v dinastiji Vzhodni Han ohranili svojo plemensko pripadnost in politično organiziranost ter igrali aktivno vlogo v kitajski politiki. Med šestnajstimi kraljestvi (304–439 n. š.) so voditelji južnih Šiungnujev ustanovili ali vladali več kraljestvom, vključno s kraljestvom Han-Džao, znanim tudi kot Nekdanji Džao, Šja in Severni Liang. 
Fang Šuanlingova Knjiga Džina navaja devetnajst šiungnujskih plemen: Tuge, Šjandži, Koutou, Vutan, Čile, Handži, Heilang, Čiša, Jugang, Vejsuo, Tutong, Bomie, Čjangču, Džongčin, Helaj, Dalou, Jongču, Dženšu in Lidžie. 

#### Dinastija Han-Džao (304–329)
Leta 304 je Liu Juan postal čanju Petih Hord. Štiri leta kasneje se je razglasil za cesarja in ustanovil dinastijo Han-Džao. Leta 311 je njegov sin in naslednik Liu Cong zavzel Luojang in ujel cesarja Huaija iz dinastije Džin. Leta 316 je bil v Čanganu ujet tudi cesar Min. Oba cesarja sta bila ponižana v dvorna točaja in leta 313 oziroma 318 usmrčena. 
Severna Kitajska je prišla pod vladavino Šiungnujev, medtem ko so ostanki dinastije Džin preživeli na jugu pri Džjankangu.
Vladavina Liu Jaa (318–329)
Leta 318 je minister Šiungnu-Hana izvedel državni udar, v katerem je bil ubit cesar in velik del aristokracije. Šiungnujski knez Liu Jao je državni udar zadušil in prestolnico preselil iz Pingjanga v Čangan. Dinastijo je preimenoval v Džao, cesarstvo pa v Han, da bi ustvaril povezavo s prejšnjo dinastijo, za katero je trdil, da je njen potomec prek neke princese. 
Vzhodni del severne Kitajske je prišel pod oblast uporniškega šiungnujskega generala Ši Leja. Liu Jao in Ši Le sta se borila z oblast do leta 329, ko je bil Liu Jao v bitki ujet in usmrčen. Kmalu zatem je Ši Le zavzel Čangan in izbrisal dinastijo Šiungnu. Severni Kitajski je naslednjih 20 let vladala Ši Lejeva dinastija Džao.

#### Pleme Tiefu in dinastija Hu Šja (260–431)
Tiefuji, severna veja Šiungnujev, je v sedanji Notranji Mongoliji vladala deset let od osvojitve države Dai, ki so ji vladali Šjanbeji, do leta 386, ko je bila država obnovljena kot Severni Vej. Po letu 386 so Tiefuji postopoma uničili Tuobe ali pa so se jim ti predali, Tiefuji, ki so se podredili Severnemu Veju, pa so postali znani kot Dugu. Liu Bobo, preživeli knez Tiefujev, je pobegnil v okljuk Ordosa in tam ustanovil državo, imenovano dinastija Hu Šja, tako imenovano zaradi domnevnega porekla Šiungnujev iz dinastije Šja. Svoj priimek je spremenil v Helian. Dinastijo Hu Šja je v letih 428–431 osvojil Severni Vej. Šiungnuji so takrat prenehali igrati pomembno vlogo v kitajski zgodovini in se asimiliral v narodnosti Šjanbej in Han. 
Glavno mesto dinastije Hu Šja je bil Tongvančeng (dobesedno Združi vse narode). Vladarji dinastije so trdili, da so potomci Modu čanjuja. 
Ruševine mesta Tongvančeng so bile odkrite leta 1996. Državni svet Ljudske republike Kitajske jih je označil za kulturno relikvijo pod najvišjo državno zaščito. Obnova ploščadi Jongan, kjer je cesar Helian Bobo nadziral paradiranje svojih čet, je že zaključena. Sledi obnova 31 metrov visokega stolpa.

#### Klan Juču in dinastija Severni Liang (401–460)
Klan Juču je bil veja Šiungnujev. Njegov vodja Juču Mengšun je prevzel dinastijo Severni Liang tako, da je strmoglavil njenega marionetnega vladarja Duan Jeja. Leta  439 je Jučujevo oblast uničila dinastija Severni Vej. Ostanki klana Juču so bili nato naseljeni v mestu Gaočang, preden so jih uničili Rourani.

## Pomen
Konfederacija Šiungnu je bila za stepski imperij neobičajno dolgoživa. Napadi na osrednjo kitajsko nižino niso bili namenjeni samo pridobivanju dobrin, ampak tudi prisiliti njeno prebivalstvo k rednemu plačevanju davkov. Moč vladarja Šiungnuja je temeljila prav na njegovem nadzoru nad davki iz Hana, ki jih je uporabljal za nagrajevanje svojih privržencev. Od davkov ni bil odvisen le vladar, ampak cela država. 
Velika slabost Šiungnujev je bilo bočno dedovanje vladarskega položaja: če sin pokojnega vladarja ni bil dovolj star, da bi prevzel poveljstvo, je oblast prešla na brata pokojnega vladarja. V prvi generaciji je to delovalo, v naslednji generaciji pa je lahko vodilo v državljansko vojno. Ko se je to zgodilo leta 60 pr. n. št., se je šibkejša stran umaknila proti jugu in se podredila vladajočemu režimu v osrednji kitajski nižini ter nato uporabila vse vire svojega vladarja za vojno proti severu in ponovno vzpostavitev oblasti. Ko se je to zgodilo okoli leta 47 n. št., je ta strategija spodletela. Južni vladar ni mogel premagati severnega in Šiungnuji so ostali razdeljeni.

## Etnolingvistični izvor Šiungnujev

### Povezava s Huni
Šiungnujsko-hunsko hipotezo je prvi predlagal francoski zgodovinar iz 18. stoletja Joseph de Guignes, ki je opazil, da so starodavni kitajski učenjaki člane plemen, povezanih s Šiungnuji, omenjali z imeni, podobnimi imenu "Hun", čeprav pisana različno. Étienne de la Vaissière je ugotovil, da so bili v tako imenovanih "starodavnih sogdijskih pismih" tako Šiungnuji kot Huni imenovani γwn (xwn). Teorijo, da so Šiungnuji predhodniki Hunov, kot so bili pozneje znani v Evropi, danes sprejemajo številni učenjaki, vendar mnenje ni enotno. Identifikacija Šiungnujev s Huni bi lahko bila napačna ali pa je njihovo ime pretirano poenostavljeno. 

### Iranske teorije
Večina znanstvenikov se strinja, da je bila elita Šiungnujev sprva morda sogdijskega izvora in se kasneje poturčila.
V Zgodovini civilizacij osrednje Azije, ki jo je UNESCO izdal leta 1994, njen urednik János Harmatta trdi, da so kraljeva plemena in kralji Šiungnujev imeli iranska imena. Avtor omenja tudi to, da je vse šiungnujske besede, ki so jih zapisali Kitajci, mogoče razložiti s skitskim jezikom, in da je torej jasno, da je večina plemen Šiungnujev govorila vzhodnoiranski jezik.
Po študiji Aleksandra Saveljeva in Choongwona Jeonga, objavljeni leta 2020 v reviji Evolutionary Human Sciences Cambridge University Press, je "pretežni del prebivalstva Šiungnuja verjetno govoril turško". Pomembne kulturne, tehnološke in politične elemente so tja morda prenesli vzhodnoiransko govoreči stepski nomadi. Te iransko govoreče skupine so se sčasoma asimilirale v prevladujoče turško govoreče večinsko prebivalstvo.

### Jenisejske teorije
Lajos Ligeti je prvi predlagal, da so Šiungnuji govorili jenisejski jezik. V zgodnjih 60. letih 20. stoletja je bil predlog podprt z verodostojnimi dokazi. Jenisejska teorija predlaga, da so jenisejski jezik govorili vladajoči Džijeji na zahodu Šiungnuja, prevladujoči jezik Šiungnujev pa je bil verjetno turški ali jenisejski. Šiungnuji so bili vsekakor večetnična družba.
Nazivi tarkan, tegin in kagan, ki so jih kasneje uporabljali turški in mongolski narodi, so podedovani od Šiungnujev in so verjetno jenisejskega izvora. Iz proto-jenisejskega tɨŋVr naj bi izhajala tudi šiungnujska beseda za nebesa.
Za besedišče šiungnujskih napisov se včasih zdi, da ima jenisejsko sorodstvo. Jenisejskim so na primer podobne šiungnujske besede kʷala (sin), ket kalek (mlajši sin), sakdak (škorenj) in dar (sever).
Alexander Vovin meni, da so nekatera šiungnujska imena konj turške besede z jenisejskimi predponami.
Analiza Savaljeva in Jeonga je pokazala, da je jenisejska teorija dvomljiva.

### Turške teorije
Po študiji Aleksandra Saveljeva in Choongwona Jeonga, objavljeni leta 2020 v reviji Evolutionary Human Sciences Cambridge University Press, je "pretežni del prebivalstva Šiungnuja verjetno govoril turško", verjetno neko zgodnjo obliko turščine.
Kitajski viri Šiungnuje povezujejo z več turškimi ljudstvi: 
- Po Knjigi Džova, Zgodovini severnih dinastij, Tongdianu in Novi knjigi Tanga so bili Gokturki in njihov vladajoči klan Ašina sestavni del konfederacije Šiungnu.[123][124][125][126][127]
  - Gokturki iz klana Ašina so trdili, da so  "mešani barbari", ki so pribežali iz Pinglianga (danes provinca Gansu na Kitajskem)[128][126] ali nejasne države Suo severno od Šiungnuja.[129][130]
- Ujgurski kagani so trdili, da izvirajo iz Šiungnujev. Po kitajskih virih je bil Vešu, ustanovitelj Ujgurskega kaganata, potomec vladarja Šiungnuja.[131][132][133]
- Knjiga Veja pravi, da so Juebani potomci ostankov severnih plemen Šiungnujev in da so njihov jezik in običaji podobni gaočejskim. [134]
- Knjiga Džina navaja devetnajst plemen južnih Šiungnujev, ki so prestopila mejo Zgodnjega Jana in imela turška imena.[135][136][137]

Ob tem je treba reči, da kitajski viri pripisujejo šiungnujsko poreklo tudi paramongolsko govorečim Kumo Šijem in Kitanom.

### Mongolske teorije
Mongolski in drugi znanstveniki so domnevali, da so Šiungnuji govorili jezik, soroden mongolskim jezikom, mongolski arheologi pa, da so bili ljudje iz kulture ploščastih grobov predniki Šiungnujev. Nekateri znanstveniki so predlagali, da so bili Šiungnuji morda predniki Mongolov. Nikita Bičurin je menil, da sta Šiungnu in Šjanbej podskupini (ali dinastiji) iste etnične pripadnosti.
Po Knjigi Songa so imeli Rourani, ki jih  Knjiga Veja šteje za potomce protomongolskega ljudstva Donghu, tudi alternativni imeni:  Dàtán (Tatar) in/ali Tántán (Tartar). Po Knjigi Lianga so bili ločena veja Šiungnujev. Stara knjiga Tanga omenja dvajset plemen Šivejev, ki jih drugi kitajski viri (Knjiga Suja, Nova knjiga Tanga) povezujejo s Kitani, ki so izhajali iz Šjanbejev in bili preko njih povezani s Šiongnuji.  Na splošno velja, da so bili Šjanbeji, Kitani in Šiveji pretežno mongolsko- in paramongolsko govoreči. Kitajski kronisti so izvor Šiungnujev redno pripisovali različnim nomadskim skupinam, na primer paramongolsko govorečim Kumo Šijem ter turško govorečim Gokturkom in Tielejem.
Džingiskan v svojem pismu daoistu Čju Čudžiju omenja čas Modu čanjuja   kot "oddaljen čas našega čanjuja". Šiungnujska simbola sonca in lune sta podobna mongolskemu simbolu sojombo.

### Večnarodna teorija
Od začetka 19. stoletja so številni zahodni učenjaki predlagali povezave med različnimi jezikovnimi družinami ali poddružinami in jezikom ali jeziki Šiungnujev. Albert Terrien de Lacouperie je za Šiungnuje menil, da jih tvori več ljudstev. S tem se strinja veliko znanstvenikov, čeprav sta tako etnična sestava kot jezik še vedno nedorečena.
Kitajski viri s Šiungnuji povezujejo Tieleje in klan Ašina, drugih turških ljudstev pa ne. Po Knjigi Džova in Zgodovini severnih dinastij je bil klan Ašina sestavni del konfederacije Šiungnu, vendar je ta povezava sporna. Po Knjigi Suja in Tongdžijanu so bili Šiungnuji "mešani nomadi" (zá hú) iz Pinglianga. Klan Ašina in Tieleji sta bili morda ločeni etnični skupini, ki sta se mešali s Šiungnuji. Kitajski viri so s Šiungnuji povezovali številna nomadska ljudstva na njihovih severnih mejah, tako kot so na primer grško-rimski zgodovinopisci Avare in Hune imenovali Skiti. 
Nekateri Ujguri so trdili, da izvirajo iz Šiungnujev. Po kitajskih virih je bil Vejšu, ustanovitelj Ujgurskega kaganata, potomec vladarja Šiungnujev. Mnogo sodobnih znanstvenikov meni, da sodobni Ujgori niso potomci tistih iz Ujgurskega kaganata, ker se sodobni ujgurski jezik in stari ujgurski jezik precej razlikujeta. Znanstvniki menijo, da so potomci več ljudstev, med katerimi so bili tudi starodavni Ujguri.
Po mnenju več zgodovinarjev je možno, da so bila med Šiungnuji tudi plemena korejskega izvora. Nekateri korejski raziskovalci poudarjajo, da so grobovi v Sili in vzhodnem Šiungnuju podobni.

### Teorija jezikovnega izolata
Turkolog Gerhard Doerfer je zanikal kakršno koli povezavo med jezikom Šiungnujev in katerim koli drugim znanim jezikom in celo kakršno koli povezavo s turščino ali mongolščino.

## Geografsko poreklo
Prvotna geografska lokacija Šiungnujev je sporna. Od 60. let 20. stoletja se geografski izvor Šiungnujev poskuša izslediti z analizo grobišč iz starejše železne dobe, vendar nobena regija nima pogrebnih običajev, ki bi se jasno ujemali s šiungnujskimi.

### Arheologija
V 20. letih 20. stoletja je Pjotr Kozlov nadziral izkopavanje kraljevih grobnic na grobišču Noin-Ula v severni Mongoliji, datiranih približno v 1. stoletje n. št. Druga najdišča Šiungnujev so bila odkrita v Notranji Mongoliji, na primer ordoška kultura. Sinolog Otto Maenchen-Helfen je ugotovil, da imajo obrazi Šiungnujev iz Transbajkala in Ordosa običajno zahodnoevrazijske značilnosti.
Portreti, odkriti med izkopavanji na grobišču Noin-Ula, in drugi dokazi kažejo na vzajemen vpliv šiungnujske in kitajske umetnosti. Na nekaj portretih iz kurganon Noin-Ula so upodobljeni Šiungnuji z dolgimi lasmi, spetimi s širokimi trakovi, značilnimi za klan Ašina. Dobro ohranjena telesa v grobnicah Šiungnujev in njihovih predhodnikov v Mongoliji in južni Sibiriji imajo tako vzhodnoazijske kot zahodnoevrazijske značilnosti.
Analiza lobanjskih ostankov z nekaterih lokacij, pripisanih Šiungnujem, je pokazala, da so imeli dolihocefalne lobanje z vzhodnoazijskimi kraniometričnimi značilnostmi, kar jih ločuje od sosednjih populacij v današnji Mongoliji. Ruske in kitajske antropološke in kraniofacialne študije kažejo, da so bili Šiungnuji fizično zelo heterogeni, s šestimi različnimi skupinami prebivalstva, ki kažejo različne fizične lastnosti zahodne Evrazije in vzhodne Azije.
Trenutno obstajajo štiri v celoti izkopana in dobro dokumentirana grobišča: Ivolga, Direstuj, Burhan Tolgoj in Daodunzi. Razen njih je bilo v Transbajkalju in Mongoliji evidentiranih še več tisoč drugih grobnic. 
Na grobiščih prevladujeta dve vrsti pokopov: monumentalne grobnice s terasami, pogosto obdane z manjšimi satelitskimi pokopi, in krožni ali obročasti pokopi. Nekateri strokovnjaki menijo, da je gre za elitne in običajne grobove. Drugi strokovnjaki menijo, da je takšna delitev preveč poenostavljena in kaže na ne dovolj dobro poznavanje pogrebnih običajev.

## Kultura

### Umetnost
Kultura Šiungnujev je zelo raznolika, odvisna od kraja in časa, a kljub temu tvori celoto, ki se povsem razlikuje od kulture Hanov in nekitajskih ljudstev na severu. V nekaterih primerih ikonografije ni mogoče uporabiti kot glavni kulturni identifikator, ker se ne razlikuje od ikonografije drugih stepskih ljudstev. Za vse je značilen na primer motiv tigra, ki nosi svoj mrtev plen.
Umetnost šiungnujev je težko razločiti od umetnosti Sakov in Skitov, vendar so od njih pogosto razlikuje v ikonografiji. Zdi se, da umetnost Sakov ni vključevala prizorov plenjenja in bojevanja istovrstnih živali, vključevala pa je elemente, ki za šiungnujsko ikonografijo niso bili običajni. Mednje so spadali na primer krilati rogati konji. Kulturi sta upodabljali različne ptičje glave. Ptice Šiungnujev imajo običajno srednje velike oči in kljune, včasih tudi ušesa, medtem ko imajo ptice Sakov izrazite oči in kljun in nimajo ušes. Sophia-Karin Psarras meni, da so šiungnujske podobe živalskega plenjenja, posebej tigra in mrtvega plena, duhovne, in predstavljajo smrt in ponovno rojstvo, borbe med istovrstnimi živalmi pa simbolizirajo borbo za pridobivanje ali ohranjanje oblasti.

### Skalna umetnost in pisava
Skalna umetnost na gorah Jin in Helan je datirana v obdobje od 9. tisočletja pr. n. št. do  19. stoletja n. št. in vsebuje predvsem petroglife in zelo slik.
Kitajski viri kažejo, da Šiungnuji niso imeli ideografske oblike pisave kot Kitajci. Isti viri pripovedujejo, da so Šiungnuji sporočila vrezali na kos lesa (ke-mu). Omenja se tudi pisava hu. Na grobišču Noin-Ula in drugih šiungnujskih grobiščih v Mongoliji in severno od Bajkalskega jezera je bilo med predmeti, odkritimi med izkopavanji med letoma 1924 in 1925, več kot 20 vrezanih znakov. Večina njih je identična ali zelo podobna črkam staroturške abecede zgodnjega srednjega veka, najdene v evrazijskih stepah. Iz tega nekateri strokovnjaki sklepajo, da so Šiungnuji uporabljali pisavo, podobno starodavnim evrazijskim runam, in da je bila ta pisava osnova za poznejše turške pisave.

### Vera in prehrana
Po Knjigi Hana so Šiungnuji nebesa imenovali čengli (撐犁), kar je kitajska transkripcija Tengrija. 
Šiungnuji so bili nomadsko ljudstvo. Pasli so črede in trgovali s konji s Kitajsko, iz česar je mogoče sklepati, da je bila njihova prehrana sestavljena predvsem iz ovčetine, konjskega mesa in ulovljenih divjih gosi.

### Primarni viri
- Ban Gu et al. Knjiga Hana, zlasti Zvezek 94, 2. del.
- Fan Je et al. Knjiga Kasnejšega Hana, zlasti Zvezek 89.
- Sima Čjan et al. Zapisi velikega zgodovinarja, zlasti Zvezek 110.

### Drugi viri
- Adas, Michael (2001). Agricultural and Pastoral Societies in Ancient and Classical History. American Historical Association/Temple University Press.
- Bailey, Harold W. (1985). Indo-Scythian Studies: being Khotanese Texts, VII. Cambridge University Press. JSTOR 312539. Pridobljeno 30. maja 2015.
- Barfield, Thomas J. (1989). The Perilous Frontier: Nomadic Empires and China, 221 BC to AD 1757. Basil Blackwell.
- Beckwith, Christopher I. (16. marec 2009). Empires of the Silk Road: A History of Central Eurasia from the Bronze Age to the Present. Princeton University Press. ISBN 978-0-691-13589-2. Pridobljeno 30. maja 2015.
- Bentley, Jerry (1993). Old World Encounters: Cross-Cultural Contacts and Exchanges in Pre-Modern Times. New York: Oxford University Press.
- Bunker, Emma C. (2002). Nomadic Art of the Eastern Eurasian Steppes: The Eugene V. Thaw and Other Notable New York Collections. New York: Metropolitan Museum of Art. ISBN 9780300096880. OCLC 819761397 – prek Internet Archive. (»Via Metropolitan Museum of Art Libraries«. Arhivirano iz prvotnega spletišča dne 3. decembra 2013. Pridobljeno 27. decembra 2021.)
- Christian, David (1998). A history of Russia, Central Asia and Mongolia, Vol. 1: Inner Eurasia from prehistory to the Mongol Empire. Blackwell.
- Damgaard, P. B.;  in sod. (9. maj 2018). »137 ancient human genomes from across the Eurasian steppes«. Nature. Nature Research. 557 (7705): 369–373. Bibcode:2018Natur.557..369D. doi:10.1038/s41586-018-0094-2. hdl:1887/3202709. PMID 29743675. S2CID 13670282. Pridobljeno 11. aprila 2020.
- Demattè, Paola (2006). »Writing the Landscape: Petroglyphs of Inner Mongolia and Ningxia Province (China)«.  V David L. Peterson;  in sod. (ur.). Beyond the steppe and the sown: proceedings of the 2002 University of Chicago Conference on Eurasian Archaeology. Colloquia Pontica: series on the archaeology and ancient history of the Black Sea area. Zv. 13. Brill. str. 300–313. (Proceedings of the First International Conference of Eurasian Archaeology, University of Chicago, May 3–4, 2002.)
- Di Cosmo, Nicola (1999). »The Northern Frontier in Pre-Imperial China«.  V Michael Loewe in Edward Shaughnessy (ur.). The Cambridge History of Ancient China. Cambridge University Press.
- Di Cosmo, Nicola (2002). Ancient China and its Enemies: The Rise of Nomadic Power in East Asian History. Cambridge University Press. (original edition)
- Di Cosmo, Nicola (2004). Ancient China and its Enemies: The Rise of Nomadic Power in East Asian History. Cambridge University Press. (First paperback edition)
- Fairbank, J.K.; Têng, S.Y. (1941). »On the Ch'ing Tributary System«. Harvard Journal of Asiatic Studies. 6 (2): 135–246. doi:10.2307/2718006. JSTOR 2718006.
- Geng, Shimin [耿世民] (2005). 阿尔泰共同语、匈奴语探讨 [On Altaic Common Language and Xiongnu Language]. Yu Yan Yu Fan Yi 语言与翻译（汉文版） [Language and Translation] (2). ISSN 1001-0823. OCLC 123501525. Arhivirano iz prvotnega spletišča dne 25. februarja 2012.
- Golden, Peter B. (1992). »Chapter VI – The Uyğur Qağante (742–840)«. An Introduction to the History of the Turkic Peoples: Ethnogenesis and State-Formation in Medieval and Early Modern Eurasia and the Middle East. ISBN 978-3-447-03274-2.
- Grousset, Rene (1970). The Empire of the Steppes. Rutgers University Press. ISBN 978-0-8135-1304-1.
- Hall, Mark & Minyaev, Sergey. Chemical Analyses of Xiong-nu Pottery: A Preliminary Study of Exchange and Trade on the Inner Asian Steppes. In: Journal of Archaeological Science (2002) 29, pp. 135–144
- Harmatta, János (1. januar 1994). »Conclusion«.  V Harmatta, János (ur.). History of Civilizations of Central Asia: The Development of Sedentary and Nomadic Civilizations, 700 B. C. to A. D. 250. UNESCO. str. 485–492. ISBN 978-9231028465. Pridobljeno 29. maja 2015.
- Harmatta, János (1992). »The Emergence of the Indo-Iranians: The Indo-Iranian Languages«.  V Dani, A. H.; Masson, V. M. (ur.). History of Civilizations of Central Asia: The Dawn of Civilization: Earliest Times to 700 B. C. (PDF). UNESCO. str. 346–370. ISBN 978-92-3-102719-2. Pridobljeno 29. maja 2015.
- Henning, W. B. (1948). »The date of the Sogdian ancient letters«. Bulletin of the School of Oriental and African Studies. 12 (3–4): 601–615. doi:10.1017/S0041977X00083178. JSTOR 608717. S2CID 161867825.
- Hucker, Charles O. (1975). China's Imperial Past: An Introduction to Chinese History and Culture. Stanford University Press. ISBN 0-8047-2353-2. The proto-Turkic Hsiung-nu were now challenged by other alien groups — proto-Tibetans, proto-Mongol tribes called the Hsien-pi, and separate proto-Turks called To-pa (Toba).
- Ishjamts, N. (1996). »Nomads In Eastern Central Asia«.  V Janos Harmatta;  in sod. (ur.). History of civilizations of Central Asia. Volume 2: The Development of Sedentary and Nomadic Civilizations, 700 bc to ad 250. UNESCO. str. 151–170. ISBN 92-3-102846-4. OCLC 928730707.
- Jankowski, Henryk [v poljščina] (2006). Historical-Etymological Dictionary of Pre-Russian Habitation Names of the Crimea. Handbuch der Orientalistik [HdO], 8: Central Asia; 15. Brill Publishers. ISBN 978-90-04-15433-9.
- Keyser-Tracqui, Christine;  in sod. (Julij 2003). »Nuclear and Mitochondrial DNA Analysis of a 2,000-Year-Old Necropolis in the Egyin Gol Valley of Mongolia«. American Journal of Human Genetics. Cell Press. 73 (2): 247–260. doi:10.1086/377005. PMC 1180365. PMID 12858290.
- Keyser-Tracqui, Christine;  in sod. (Oktober 2006). »Population origins in Mongolia: genetic structure analysis of ancient and modern DNA«. American Journal of Physical Anthropology. American Association of Physical Anthropologists. 131 (2): 272–281. doi:10.1002/ajpa.20429. PMID 16596591.
- Kim, Kijeong;  in sod. (Julij 2010). »A western Eurasian male is found in 2000-year-old elite Xiongnu cemetery in Northeast Mongolia«. American Journal of Physical Anthropology. American Association of Physical Anthropologists. 142 (3): 429–440. doi:10.1002/ajpa.21242. PMID 20091844.
- Loewe, Michael (1974). »The campaigns of Han Wu-ti«.  V Kierman, Frank A. Jr.; Fairbank, John K. (ur.). Chinese ways in warfare. Harvard Univ. Press.
- Maenchen-Helfen, Otto (1973). The World of the Huns: Studies in Their History and Culture (1st izd.). Berkeley, CA: University of California Press. ISBN 978-0-520-01596-8. Pridobljeno 18. februarja 2015.Internet Archive
- Mallory, J. P.; Mair, Victor H. (2000), The Tarim Mummies: Ancient China and the Mystery of the Earliest Peoples from the West, London: Thames & Hudson.
- Neparáczki, Endre;  in sod. (12. november 2019). »Y-chromosome haplogroups from Hun, Avar and conquering Hungarian period nomadic people of the Carpathian Basin«. Scientific Reports. Nature Research. 9 (16569): 16569. Bibcode:2019NatSR...916569N. doi:10.1038/s41598-019-53105-5. PMC 6851379. PMID 31719606.
- Pritsak, O. (1959). »XUN Der Volksname der Hsiung-nu«. Central Asiatic Journal (v nemščini). 5: 27–34.
- Psarras, Sophia-Karin (2003). »Han and Xiongnu: A Reexamination of Cultural and Political Relations«. Monumenta Serica. 51: 55–236. doi:10.1080/02549948.2003.11731391. JSTOR 40727370. S2CID 156676644.
- Pulleyblank, Edwin G. (1994). »Ji Hu: Indigenous Inhabitants of Shaanbei and Western Shanxi«. Opuscula Altaica: Essays Presented in Honor of Henry Schwarz. 19: 499–531.
- Pulleyblank, Edwin G. (2000). »Ji 姬 and Jiang 姜: The Role of Exogamic Clans in the Organization of the Zhou Polity« (PDF). Early China. 25 (25): 1–27. doi:10.1017/S0362502800004259. S2CID 162159081. Arhivirano iz prvotnega spletišča (PDF) dne 18. novembra 2017. Pridobljeno 1. decembra 2017.
- Schuessler, Axel (2014). »Phonological Notes on Hàn Period Transcriptions of Foreign Names and Words« (PDF). Studies in Chinese and Sino-Tibetan Linguistics: Dialect, Phonology, Transcription and Text. Language and Linguistics Monograph Series. Taipei, Taiwan: Institute of Linguistics, Academia Sinica (53). Arhivirano iz prvotnega spletišča (PDF) dne 7. junija 2021. Pridobljeno 27. decembra 2021.
- Sims-Williams, Nicholas (2004). »The Sogdian ancient letters. Letters 1, 2, 3, and 5 translated into English«.
- State Hermitage Museum (2007). »Prehistoric Art - Early Nomads of the Altaic Region«. The Hermitage Museum. Arhivirano iz prvotnega spletišča dne 22. junija 2007. Pridobljeno 31. julija 2007.
- Whitehouse, Ruth, ur. (2016). Macmillan Dictionary of Archaeology. Macmillan Education. ISBN 978-1349075898.[mrtva povezava]
- Wink, A. (2002). Al-Hind: making of the Indo-Islamic World. Brill. ISBN 0-391-04174-6.
- Yap, Joseph P. (2009). Wars with the Xiongnu: A translation from Zizhi tongjian. ISBN 978-1-4490-0604-4. AuthorHouse.